# 泰克洛村
泰克洛村（匈牙利語：Teklafalu）是匈牙利巴兰尼亚州所辖的一个村。总面积16.76平方公里，总人口343，人口密度20.5人/平方公里（2011年1月1日）。